# Soosaare soo
Soosaare soo är ett träsk i Estland.   Det ligger i landskapet Viljandimaa, i den centrala delen av landet, 110 km sydost om huvudstaden Tallinn.